# Verdikoússa
Verdikoússa är en ort i Grekland.   Den ligger i prefekturen Nomós Larísis och regionen Thessalien, i den centrala delen av landet, 250 km nordväst om huvudstaden Aten. Verdikoússa ligger 718 meter över havet och antalet invånare är 1 602.
Terrängen runt Verdikoússa är bergig, och sluttar brant österut. Runt Verdikoússa är det ganska glesbefolkat, med 21 invånare per kvadratkilometer. Närmaste större samhälle är Oichalía, 19,3 km söder om Verdikoússa. 